# Georgerobinsonita
Georgerobinsonita, llamado así por George Willard Robinson, es un mineral de plomo y cromato con la fórmula Pb4(CrO4)2(OH)2FCl. Tiene cristales muy pequeños y transparentes con brillante color anaranjado-rojo. Fue obtenido de la Mina Mammoth-St. Anthony en Arizona en los años 1940 y fue identificado en 2009.

## Historía
El holotipo de georgerobinsonita se encontró en la Mina Mammoth-St. Anthony en Tiger, Arizona. El espécimen fue recogido por Dan Mayers entre 1943 y 1944 cuando era un estudiante en Universidad de Arizona, College de Minas. En este tiempo, la mina funcionaba en un nivel de muchos minerales exóticos. El lugar exacto del origen es desconocido, pero probablemente fuera en el filón Collins, en el nivel 500.
El espécimen, marcado M 117 por Mayes, fue donado con muchos otros al Departamento de Mineralogía de Harvard. El profesor Heinrich Meixner lo obtuvo en los años 1950 en un intercambio con el profesor C. Frondel, el curador de la colección de minerales de Harvard. Entonces, Werner H. Paar lo adquirió en los años 1970. Muchos años antes de 2011, un nuevo examen del M 117 reveló cristales muy pequeños de un mineral de color anaranjado-rojo. Fueron identificados erróneamente como wulfenita, pero después se determinó que se trataba de una nueva especie de mineral.
En 2009, la Comisión de nuevos minerales y nombres de minerales de la Asociación Mineralógica Internacional (IMA) designó el mineral como IMA 2009-068. Luego el IMA aprobó que el nombre recomendado fuese georgerobinsonita. Georgerobinsonita se llama así por George Willard Robinson, el conservador del Museo Mineral de A. E. Seaman desde 1996 y un profesor de mineralogía en Michigan Technological University. En su decisión sobre el nombre, el equipo de descubrimiento dice que "George es un curador prominente que ha contribuido mucho a la comunidad de minerales."

## Características
Georgerobinsonita es un mineral frágil y no duro que forma cristales menos de 0,1 mm (0,004 plg) de un lado a otro. El mineral tiene un método de la raya de anaranjado pálido y un lustre adamantino. Es asociado más fuertemente con cerusita and diaboleite.